# Myotis anjouanensis
Espèce
Synonymes
- Myotis anjouanensis Dorst, 1960[2]
- Myotis goudoti anjouanensis Dorst, 1960 (préféré par BioLib)[2]

Statut de conservation UICN

 DD  : Données insuffisantes
Répartition géographique
Myotis anjouanensis est une espèce de mammifères chiroptères (chauves-souris) de la famille des Vespertilionidae.

## Répartition
Cette espèce est endémique de l'île d'Anjouan dans les Comores.

## Description
Dans sa description, l'auteur indique que les individus étudiés étaient plus grands que ceux de Myotis goudoti, espèce proche mais présente à Madagascar. En particulier la taille de l'avant-bras mesure en moyenne 38 mm chez Myotis goudoti alors qu'il fait en moyenne 44 mm chez Myotis anjouanensis. Et des différences similaires se retrouvent sur les phalanges, les oreilles, les dents et en particulier les molaires. Par ailleurs sa livrée est plus foncée, de teinte roux foncé alors qu'elle est roux clair pour les spécimens malgaches. Fort de ces constats, l'auteur en fait une sous-espèce sous le taxon Myotis goudoti anjouanensis, taxon élevé par la suite au rang d'espèce à part entière.

## Étymologie
Son nom spécifique, composé de anjouan et du suffixe latin -ensis, « qui vit dans, qui habite », lui a été donné en référence au lieu de sa découverte. 

## Publication originale
Jean Dorst, « Description d'un nouveau Chiroptère des Comores, du genre Myotis », Bulletin du Muséum d'histoire naturelle., Paris, 2e série, vol. 31,‎ 1959, p. 475-476 (lire en ligne, consulté le 21 mars 2019).